# Microsoft Publisher
A Microsoft Publisher a Microsoft asztali kiadványszerkesztésre használt alkalmazása, a Microsoft Wordtől abban tér el, hogy a hangsúly az oldalkinézeten és a grafikus tervezésen van, nem a szövegen és az ellenőrzésen. 2026 októberében várhatóan megszűnik.

## Leírás
A Publisher a Microsoft Office magasabb kategóriájú kiadásaiban van, és a Microsoft könnyen használható, kevésbé drága alternatívaként mutatta be a nagyobb alkalmazásokkal szemben a hivatásos reklám- és más kiadványtervezők nélküli kis cégek számára. Viszonylag kicsi volt a részesedése a kiadványszerkesztésben, ahol a legnagyobb az Adobe InDesigné és korábban a QuarkXPressé volt.
Míg az Office legtöbb alkalmazása szalagokat jelenített meg felületén a 2007-es verziótól, a Publisherben ezek csak a 2010-esben jelentek meg.
2024. február 15-én a Microsoft bejelentette a Publisher támogatásának 2026. október 13-i várható megszűnését. Ezután a Publisher nem lesz a Microsoft 365 része, és a meglévő telepítések támogatása véget ér. Ez a Publisher mint önálló Microsoft-program végét jelenti 1991-es kezdeti megjelenése óta.
A program kizárólag Windowson elérhető.

## Kompatibilitás
Számos alkalmazás, például a Collabora Online, a LibreOffice és a Scribus, támogatja a Publisher saját .pub fájlformátumát részben vagy egészben. A másik lehetőség a dokumentum egyes oldalainak önálló EPS-fájlként való mentése, majd azok az előbb említett vagy más alkalmazásokban való megnyitása.
A Publisher támogat más formátumokat, például az EMF-et is. A próbaverzió használható .pub-fájlok megtekintésére a próbaidőszak után is.
Az Adobe PageMaker is .pub kiterjesztéssel mentett fájlokat, de ezek nem kapcsolódnak, és nem kompatibilisek.

## Verziótörténet
| Név                                                 | Verzió | Megjelenés           | Office-verziók                                                                                      |
| --------------------------------------------------- | ------ | -------------------- | --------------------------------------------------------------------------------------------------- |
| Microsoft Publisher                                 | 1.0    | 1991 vége (közelítő) | N/A                                                                                                 |
| Microsoft Publisher                                 | 2.0    | 1993. július 12.     | N/A                                                                                                 |
| Publisher for Windows 95 (32 bites átmenet kezdete) | 3.0    | 1995. augusztus 24.  | N/A                                                                                                 |
| Microsoft Publisher 97                              | 4.0    | 1996. október 21.    | Small Business Edition                                                                              |
| Microsoft Publisher 98 (teljesen 32 bites)          | 5.0    | 1998. március 23.    | Small Business Edition 2.0                                                                          |
| Microsoft Publisher 2000                            | 6.0    | 1999. június 7.      | Small Business Edition, Professional, Premium, Developer                                            |
| Microsoft Publisher 2002                            | 10.0   | 2001. május 31.      | Professional OEM, Professional Special Edition                                                      |
| Microsoft Office Publisher 2003                     | 11.0   | 2003. október 21.    | Small Business, Professional, Professional Plus, Enterprise                                         |
| Microsoft Office Publisher 2007                     | 12.0   | 2007. január 30.     | Small Business, Professional, Ultimate, Professional Plus, Enterprise                               |
| Microsoft Publisher 2010                            | 14.0   | 2010. június 15.     | Standard, Professional, Professional Plus                                                           |
| Microsoft Publisher 2013                            | 15.0   | 2013. január 29.     | Professional, Professional Plus, Standard (nagy mennyiségű licenc), Office 365 / Microsoft 365 Apps |
| Microsoft Publisher 2016                            | 16.0   | 2015. szeptember 22. | Professional, Professional Plus, Standard (nagy mennyiségű licenc), Office 365 / Microsoft 365 Apps |
| Microsoft Publisher 2019                            | 16.0   | 2018. szeptember 24. | Professional, Professional Plus, Standard (nagy mennyiségű licenc), Office 365 / Microsoft 365 Apps |
| Microsoft Publisher 2021                            | 16.0   | 2021. október 5.     | Microsoft 365 Apps for business és Business Standard                                                |

## Fordítás
Ez a szócikk részben vagy egészben  a   Microsoft Publisher című angol Wikipédia-szócikk ezen változatának fordításán alapul.  Az eredeti cikk szerkesztőit annak laptörténete sorolja fel. Ez a jelzés csupán a megfogalmazás eredetét és a szerzői jogokat jelzi, nem szolgál a cikkben szereplő információk forrásmegjelöléseként.